# إيزوثيازول
إيزوثيازول (أو 2،1-ثيازول) هو مركب عضوي حلقي غير متجانس وغير مشبع له الصيغة الكيميائية C3H3NS، ويوجد على شكل سائل.
يتألف المركب بنيوياً من حلقة خماسية حاوية على ذرتين غير متجانستين متجاورتين، وهما ذرة نتروجين وذرة كبريت؛ بالإضافة إلى وجود رابطتين مضاعفتين.
هناك تشابه بنيوي مع مركب ثيازول، وينتمي كلا المركبين من حيث المبدأ إلى مجموعة الآزولات.

## الاستخدامات
يدخل إيزوثيازول كوحدة بنائية في عدد من العقاقير الدوائية مثل زيبراسيدون وبيروسبيرون Perospirone.